# Nappe Leon
Axel August Napoleon (Nappe) Leon, född 3 september 1901 i Forsa, Hälsingland, död 1957, var en svensk målare.
Han var 1946 gift med skådespelaren Stina Ståhle men äktenskapet upplöstes i skilsmässa. Leon studerade konst för Anders Zorn i Stockholm och Mora och för Max Liebermann i Berlin samt teatermåleri vid konstakademien i München samt under studieresor till bland annat Frankrike, Italien, Österrike och Nordafrika. Han medverkade i Liljevalchs höstsalonger och i utställningen Tavlor med tonvikt på teater som visades i Helsingborg 1949. Hans konst består av naket, porträtt och landskap utförda i olja. Han var under flera år verksam som teaterdekoratör i Berlin, Wien, München och London. Leon är representerad vid Oslo museum, München museum och Wiens museum.   